# Тюльпан Фостера
Тюльпан Фостера (лат. Tulipa fosteriana) — многолетнее травянистое растение; вид рода Тюльпан (Tulipa) семейства Лилейные (Liliaceae). Естественный ареал — горы Памира и близлежащие районы Афганистана, Кыргызстана, Таджикистана и Узбекистана.

## Ботаническое описание
Многолетнее растение высотой до 40-55 см в высоту с толстым стеблем, с 3-5 листьями, широкояйцевидной формы, сизоватые. Цветёт в начале весны, в марте-апреле. Крупные красные цветы, часто с чёрной окантовкой, раскрываются плоскими или чашевидными. Внутри у цветка тёмно-фиолетовые пыльники, которые в два раза длиннее тычинок. Семена появляются в июне.
Антоцианы были обнаружены в цветках различных тюльпанов, в том числе и у Tulipa fosteriana.

## Таксономия
Латинский специфический эпитет fosteriana относится к Майклу Фостеру, британскому специалисту по ирисам.
Вид был впервые описан в 1906 году Уолтером Ирвингом, британским ботаником (1867—1934).
В 2013 году филогенетические связи в роде с использованием последовательностей ДНК были использованы для определения таксономии и классификации. В результате T. fosteriana был помещёна в подрод Tulipa со следующими характеристиками: чешуйка луковицы густо покрыта внутри рябыми или шелковистыми волосками или (почти) голая. Тычинки без волосков или голые. Рыльца сидячие.

## Распространение и экология
Естественный ареал находится в умеренных регионах Центральной Азии. Его можно обнаружить в Афганистане и Таджикистане.
В природе встречается на каменистых склонах холмов, покрытых кустарниками, или на каменистых склонах на высоте 1 500 м над уровнем моря.

## Культивирование

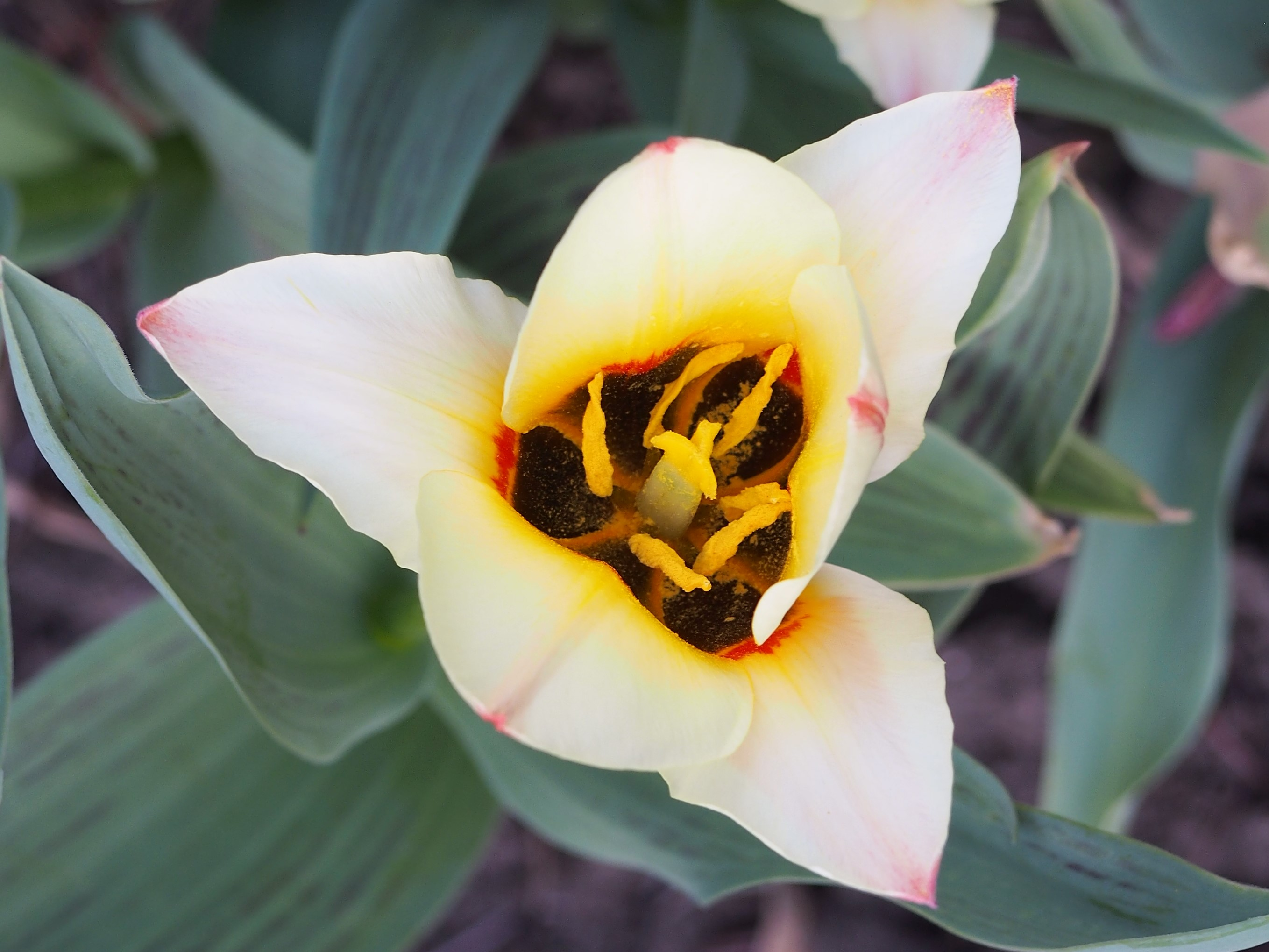
Сорт 'Zombie'

Вид легко натурализуется и может выращиваться в саду. Хорошо подходят для миксбордеров и могут использоваться в клумбах. Растут в любой садовой почве, но предпочитают солнечные участки. Можно размножать вегетативно или семенами.
Хорошо известный вид, который послужил родоначальником для многих сортов. Различные сорта могут отличаться друг от друга по высоте, но все они имеют одиночные, чашевидные цветы шириной 12 см, со стройными и иногда полосатыми листьями. Сорт 'Juan' получил награду Королевского садоводческого общества. Имеет красно-оранжевые цветы с жёлтой сердцевиной и пёстрые листья. Тюльпан 'Zombie' — ещё один сорт 'fosteriana' с крупными цветами и сизыми листьями. Другой известный сорт — 'Red Emperor'.